# Томкова
Томкова (пол. Tomkowa) — село в Польщі, у гміні Явожина-Шльонська Свідницького повіту Нижньосілезького воєводства.
Населення — 293 особи (2011).
У 1975-1998 роках село належало до Валбжиського воєводства.

## Демографія
Демографічна структура станом на 31 березня 2011 року:
|          | Загалом | Допрацездатний вік | Працездатний вік | Постпрацездатний вік |
| -------- | ------- | ------------------ | ---------------- | -------------------- |
| Чоловіки | 136     | 19                 | 105              | 12                   |
| Жінки    | 157     | 32                 | 102              | 23                   |
| Разом    | 293     | 51                 | 207              | 35                   |